# Tour des Alpes 2023
Pour un article plus général, voir Tour des Alpes.
La 46e édition du Tour des Alpes (nom officiel : Tour of the Alps 2023) a lieu du 17 au 21 avril 2023, en Autriche et en Italie, sur cinq étapes et un parcours d'un total de 752,6 km. La course fait partie du calendrier UCI ProSeries 2023 en catégorie 2.Pro. 

## Équipes
19 équipes prennent part à la course : 8 UCI WorldTeams, 9 UCI ProTeams, 1 équipe continentale et 1 équipe nationale. 
| WorldTeams (8)- AG2R Citroën Team - Astana Qazaqstan Team - Bahrain Victorious - Bora-Hansgrohe - EF Education-EasyPost - Ineos Grenadiers - Movistar Team - Team DSM ProTeams (9)- Caja Rural-Seguros RGA - Eolo-Kometa - Equipo Kern Pharma - Euskaltel-Euskadi - Green Project-Bardiani CSF-Faizanè - Israel-Premier Tech - Q36.5 Pro Cycling Team - Team Corratec - Uno-X Pro Cycling Team Équipe continentale- Trinity Racing Équipe nationale- Autriche |
| |

## Favoris
On y retrouve les 2 premiers du général 2019, avec le Français Pavel Sivakov et le Britannique, vainqueur du Tour d'Italie 2020, Tao Geoghegan Hart (Ineos Grenadiers). Parmi les coureurs jouant le podium des grands tours, on retrouve le vainqueur du Tour de France 2018, Geraint Thomas (Ineos Grenadiers), le troisième du Tour d'Espagne 2020, Hugh Carthy (EF Education-EasyPost), le troisième du Tour d'Espagne 2021, Jack Haig (Bahrain Victorious). Le tenant du titre du Tour de Romandie, Aleksandr Vlasov (Bora-Hansgrohe), est lui aussi parmi les très bons prétendants.

Coté outsiders, on retrouve Santiago Buitrago (Bahrain Victorious), Alexander Cepeda (EF Education-EasyPost), Iván Sosa (Movistar), Lennard Kämna et Maximilian Schachmann (Bora-Hansgrohe), Felix Gall, Geoffrey Bouchard et Aurélien Paret-Peintre (AG2R Citroën Team), Domenico Pozzovivo (Israël-Premier Tech) ou encore Lorenzo Fortunato (Eolo-Kometa)

## Étapes
Le Tour des Alpes compte cinq étapes réparties en deux étapes de haute montagne et trois étapes de moyenne montagne, pour une distance totale de 752,6 kilomètres. La troisième étape est l'étape la plus difficile de ce tour 2023 et risque d'être décisive avec l'arrivée au sommet du Brentonico San Valentino après une ascension de 15,5 km d'une pente moyenne de 7,5 %. La quatrième étape débute d'emblée par le Passo Sommo, un col de 1ère catégorie, et grimpe en fin d'étape le Passo Pramadiccio (col de 2e catégorie, 9,7 km avec une pente moyenne de 6,1 %) dont le sommet se situe à 15 km de l'arrivée à Predazzo.
| Étape     | Date    | Villes étapes               | type                      | Distance (km) | Dénivelé (m) | Vainqueur d'étape  | Leader du classement général |
| --------- | ------- | --------------------------- | ------------------------- | ------------- | ------------ | ------------------ | ---------------------------- |
| 1re étape | 17 avr. | Rattenberg – Alpbach        | étape de moyenne montagne | 127,5         | 2 573 m      | Tao Geoghegan Hart | Tao Geoghegan Hart           |
| 2e étape  | 18 avr. | Reith im Alpbachtal – Renon | étape de moyenne montagne | 165,2         | 2 882 m      | Tao Geoghegan Hart | Tao Geoghegan Hart           |
| 3e étape  | 19 avr. | Renon – Brentonico          | étape de montagne         | 162,5         | 2 793 m      | Lennard Kämna      | Tao Geoghegan Hart           |
| 4e étape  | 20 avr. | Rovereto – Predazzo         | étape de montagne         | 152,9         | 4 011 m      | Gregor Mühlberger  | Tao Geoghegan Hart           |
| 5e étape  | 21 avr. | Cavalese – Brunico          | étape de moyenne montagne | 144,5         | 2 933 m      | Simon Carr         | Tao Geoghegan Hart           |

## Déroulement de la course

### 1reétape
| \| Classement de l'étape \| Classement de l'étape \| Classement de l'étape \| Classement de l'étape \| Classement de l'étape \| \| Coureur \| Coureur \| Pays \| Équipe \| Temps \| \| --------------------- \| --------------------- \| --------------------- \| --------------------- \| --------------------- \| \| 1er \| Tao Geoghegan Hart \| Royaume-Uni \| Ineos Grenadiers \| 3 h 18 min 00 s \| \| 2e \| Felix Gall \| Autriche \| AG2R Citroën Team \| + 2 s \| \| 3e \| Hugh Carthy \| Royaume-Uni \| EF Education-EasyPost \| + 4 s \| \| 4e \| Iván Sosa \| Colombie \| Movistar Team \| + 6 s \| \| 5e \| Aleksandr Vlasov \| Bannière neutre \| Bora-Hansgrohe \| + 6 s \| \| 6e \| Pavel Sivakov \| France \| Ineos Grenadiers \| + 6 s \| \| 7e \| Lorenzo Fortunato \| Italie \| Eolo-Kometa \| + 10 s \| \| 8e \| Lennard Kämna \| Allemagne \| Bora-Hansgrohe \| + 10 s \| \| 9e \| Santiago Buitrago \| Colombie \| Bahrain Victorious \| + 10 s \| \| 10e \| Jack Haig \| Australie \| Bahrain Victorious \| + 14 s \| |                    |                 |                       |                 |
| |                    |                 |                       |                 |
| Source : ProCyclingStats |                    |                 |                       |                 |
| Classement de l'étape |                    |                 |                       |                 |
| Coureur | Coureur            | Pays            | Équipe                | Temps           |
| 1er | Tao Geoghegan Hart | Royaume-Uni     | Ineos Grenadiers      | 3 h 18 min 00 s |
| 2e | Felix Gall         | Autriche        | AG2R Citroën Team     | + 2 s           |
| 3e | Hugh Carthy        | Royaume-Uni     | EF Education-EasyPost | + 4 s           |
| 4e | Iván Sosa          | Colombie        | Movistar Team         | + 6 s           |
| 5e | Aleksandr Vlasov   | Bannière neutre | Bora-Hansgrohe        | + 6 s           |
| 6e | Pavel Sivakov      | France          | Ineos Grenadiers      | + 6 s           |
| 7e | Lorenzo Fortunato  | Italie          | Eolo-Kometa           | + 10 s          |
| 8e | Lennard Kämna      | Allemagne       | Bora-Hansgrohe        | + 10 s          |
| 9e | Santiago Buitrago  | Colombie        | Bahrain Victorious    | + 10 s          |
| 10e | Jack Haig          | Australie       | Bahrain Victorious    | + 14 s          |

| \| Classement général \| Classement général \| Classement général \| Classement général \| Classement général \| \| Coureur \| Coureur \| Pays \| Équipe \| Temps \| \| ------------------ \| ------------------ \| ------------------ \| --------------------- \| ------------------ \| \| 1er \| Tao Geoghegan Hart \| Royaume-Uni \| Ineos Grenadiers \| 3 h 17 min 50 s \| \| 2e \| Felix Gall \| Autriche \| AG2R Citroën Team \| + 6 s \| \| 3e \| Hugh Carthy \| Royaume-Uni \| EF Education-EasyPost \| + 10 s \| \| 4e \| Iván Sosa \| Colombie \| Movistar Team \| + 16 s \| \| 5e \| Aleksandr Vlasov \| Bannière neutre \| Bora-Hansgrohe \| + 16 s \| \| 6e \| Pavel Sivakov \| France \| Ineos Grenadiers \| + 16 s \| \| 7e \| Lorenzo Fortunato \| Italie \| Eolo-Kometa \| + 20 s \| \| 8e \| Lennard Kämna \| Allemagne \| Bora-Hansgrohe \| + 20 s \| \| 9e \| Santiago Buitrago \| Colombie \| Bahrain Victorious \| + 20 s \| \| 10e \| Jack Haig \| Australie \| Bahrain Victorious \| + 24 s \| |                    |                 |                       |                 |
| |                    |                 |                       |                 |
| Source : ProCyclingStats |                    |                 |                       |                 |
| Classement général |                    |                 |                       |                 |
| Coureur | Coureur            | Pays            | Équipe                | Temps           |
| 1er | Tao Geoghegan Hart | Royaume-Uni     | Ineos Grenadiers      | 3 h 17 min 50 s |
| 2e | Felix Gall         | Autriche        | AG2R Citroën Team     | + 6 s           |
| 3e | Hugh Carthy        | Royaume-Uni     | EF Education-EasyPost | + 10 s          |
| 4e | Iván Sosa          | Colombie        | Movistar Team         | + 16 s          |
| 5e | Aleksandr Vlasov   | Bannière neutre | Bora-Hansgrohe        | + 16 s          |
| 6e | Pavel Sivakov      | France          | Ineos Grenadiers      | + 16 s          |
| 7e | Lorenzo Fortunato  | Italie          | Eolo-Kometa           | + 20 s          |
| 8e | Lennard Kämna      | Allemagne       | Bora-Hansgrohe        | + 20 s          |
| 9e | Santiago Buitrago  | Colombie        | Bahrain Victorious    | + 20 s          |
| 10e | Jack Haig          | Australie       | Bahrain Victorious    | + 24 s          |

### 2eétape
| \| Classement de l'étape \| Classement de l'étape \| Classement de l'étape \| Classement de l'étape \| Classement de l'étape \| \| Coureur \| Coureur \| Pays \| Équipe \| Temps \| \| --------------------- \| ---------------------- \| --------------------- \| --------------------- \| --------------------- \| \| 1er \| Tao Geoghegan Hart \| Royaume-Uni \| Ineos Grenadiers \| 3 h 57 min 42 s \| \| 2e \| Jack Haig \| Australie \| Bahrain Victorious \| + 0 s \| \| 3e \| Santiago Buitrago \| Colombie \| Bahrain Victorious \| + 2 s \| \| 4e \| Pavel Sivakov \| France \| Ineos Grenadiers \| + 2 s \| \| 5e \| Lorenzo Fortunato \| Italie \| Eolo-Kometa \| + 2 s \| \| 6e \| Hugh Carthy \| Royaume-Uni \| EF Education-EasyPost \| + 2 s \| \| 7e \| Iván Sosa \| Colombie \| Movistar Team \| + 2 s \| \| 8e \| Alexander Cepeda \| Équateur \| EF Education-EasyPost \| + 2 s \| \| 9e \| Aurélien Paret-Peintre \| France \| AG2R Citroën Team \| + 29 s \| \| 10e \| Lennard Kämna \| Allemagne \| Bora-Hansgrohe \| + 29 s \| |                        |             |                       |                 |
| |                        |             |                       |                 |
| Source : ProCyclingStats |                        |             |                       |                 |
| Classement de l'étape |                        |             |                       |                 |
| Coureur | Coureur                | Pays        | Équipe                | Temps           |
| 1er | Tao Geoghegan Hart     | Royaume-Uni | Ineos Grenadiers      | 3 h 57 min 42 s |
| 2e | Jack Haig              | Australie   | Bahrain Victorious    | + 0 s           |
| 3e | Santiago Buitrago      | Colombie    | Bahrain Victorious    | + 2 s           |
| 4e | Pavel Sivakov          | France      | Ineos Grenadiers      | + 2 s           |
| 5e | Lorenzo Fortunato      | Italie      | Eolo-Kometa           | + 2 s           |
| 6e | Hugh Carthy            | Royaume-Uni | EF Education-EasyPost | + 2 s           |
| 7e | Iván Sosa              | Colombie    | Movistar Team         | + 2 s           |
| 8e | Alexander Cepeda       | Équateur    | EF Education-EasyPost | + 2 s           |
| 9e | Aurélien Paret-Peintre | France      | AG2R Citroën Team     | + 29 s          |
| 10e | Lennard Kämna          | Allemagne   | Bora-Hansgrohe        | + 29 s          |

| \| Classement général \| Classement général \| Classement général \| Classement général \| Classement général \| \| Coureur \| Coureur \| Pays \| Équipe \| Temps \| \| ------------------ \| ------------------ \| ------------------ \| --------------------- \| ------------------ \| \| 1er \| Tao Geoghegan Hart \| Royaume-Uni \| Ineos Grenadiers \| 7 h 15 min 22 s \| \| 2e \| Felix Gall \| Autriche \| AG2R Citroën Team \| + 16 s \| \| 3e \| Hugh Carthy \| Royaume-Uni \| EF Education-EasyPost \| + 22 s \| \| 4e \| Pavel Sivakov \| France \| Ineos Grenadiers \| + 28 s \| \| 5e \| Iván Sosa \| Colombie \| Movistar Team \| + 28 s \| \| 6e \| Jack Haig \| Australie \| Bahrain Victorious \| + 28 s \| \| 7e \| Santiago Buitrago \| Colombie \| Bahrain Victorious \| + 30 s \| \| 8e \| Lorenzo Fortunato \| Italie \| Eolo-Kometa \| + 32 s \| \| 9e \| Alexander Cepeda \| Équateur \| EF Education-EasyPost \| + 40 s \| \| 10e \| Aleksandr Vlasov \| Bannière neutre \| Bora-Hansgrohe \| + 55 s \| |                    |                 |                       |                 |
| |                    |                 |                       |                 |
| Source : ProCyclingStats |                    |                 |                       |                 |
| Classement général |                    |                 |                       |                 |
| Coureur | Coureur            | Pays            | Équipe                | Temps           |
| 1er | Tao Geoghegan Hart | Royaume-Uni     | Ineos Grenadiers      | 7 h 15 min 22 s |
| 2e | Felix Gall         | Autriche        | AG2R Citroën Team     | + 16 s          |
| 3e | Hugh Carthy        | Royaume-Uni     | EF Education-EasyPost | + 22 s          |
| 4e | Pavel Sivakov      | France          | Ineos Grenadiers      | + 28 s          |
| 5e | Iván Sosa          | Colombie        | Movistar Team         | + 28 s          |
| 6e | Jack Haig          | Australie       | Bahrain Victorious    | + 28 s          |
| 7e | Santiago Buitrago  | Colombie        | Bahrain Victorious    | + 30 s          |
| 8e | Lorenzo Fortunato  | Italie          | Eolo-Kometa           | + 32 s          |
| 9e | Alexander Cepeda   | Équateur        | EF Education-EasyPost | + 40 s          |
| 10e | Aleksandr Vlasov   | Bannière neutre | Bora-Hansgrohe        | + 55 s          |

### 3eétape
| \| Classement de l'étape \| Classement de l'étape \| Classement de l'étape \| Classement de l'étape \| Classement de l'étape \| \| Coureur \| Coureur \| Pays \| Équipe \| Temps \| \| --------------------- \| --------------------- \| --------------------- \| --------------------- \| --------------------- \| \| 1er \| Lennard Kämna \| Allemagne \| Bora-Hansgrohe \| 4 h 06 min 13 s \| \| 2e \| Aleksandr Vlasov \| Bannière neutre \| Bora-Hansgrohe \| + 4 s \| \| 3e \| Alexander Cepeda \| Équateur \| EF Education-EasyPost \| + 4 s \| \| 4e \| Tao Geoghegan Hart \| Royaume-Uni \| Ineos Grenadiers \| + 4 s \| \| 5e \| Jack Haig \| Australie \| Bahrain Victorious \| + 4 s \| \| 6e \| Hugh Carthy \| Royaume-Uni \| EF Education-EasyPost \| + 4 s \| \| 7e \| Lorenzo Fortunato \| Italie \| Eolo-Kometa \| + 10 s \| \| 8e \| Matthew Riccitello \| États-Unis \| Israel-Premier Tech \| + 32 s \| \| 9e \| Max Poole \| Royaume-Uni \| Team DSM \| + 32 s \| \| 10e \| Pavel Sivakov \| France \| Ineos Grenadiers \| + 32 s \| |                    |                 |                       |                 |
| |                    |                 |                       |                 |
| Source : ProCyclingStats |                    |                 |                       |                 |
| Classement de l'étape |                    |                 |                       |                 |
| Coureur | Coureur            | Pays            | Équipe                | Temps           |
| 1er | Lennard Kämna      | Allemagne       | Bora-Hansgrohe        | 4 h 06 min 13 s |
| 2e | Aleksandr Vlasov   | Bannière neutre | Bora-Hansgrohe        | + 4 s           |
| 3e | Alexander Cepeda   | Équateur        | EF Education-EasyPost | + 4 s           |
| 4e | Tao Geoghegan Hart | Royaume-Uni     | Ineos Grenadiers      | + 4 s           |
| 5e | Jack Haig          | Australie       | Bahrain Victorious    | + 4 s           |
| 6e | Hugh Carthy        | Royaume-Uni     | EF Education-EasyPost | + 4 s           |
| 7e | Lorenzo Fortunato  | Italie          | Eolo-Kometa           | + 10 s          |
| 8e | Matthew Riccitello | États-Unis      | Israel-Premier Tech   | + 32 s          |
| 9e | Max Poole          | Royaume-Uni     | Team DSM              | + 32 s          |
| 10e | Pavel Sivakov      | France          | Ineos Grenadiers      | + 32 s          |

| \| Classement général \| Classement général \| Classement général \| Classement général \| Classement général \| \| Coureur \| Coureur \| Pays \| Équipe \| Temps \| \| ------------------ \| ------------------ \| ------------------ \| --------------------- \| ------------------ \| \| 1er \| Tao Geoghegan Hart \| Royaume-Uni \| Ineos Grenadiers \| 11 h 21 min 39 s \| \| 2e \| Hugh Carthy \| Royaume-Uni \| EF Education-EasyPost \| + 22 s \| \| 3e \| Jack Haig \| Australie \| Bahrain Victorious \| + 28 s \| \| 4e \| Alexander Cepeda \| Équateur \| EF Education-EasyPost \| + 36 s \| \| 5e \| Lorenzo Fortunato \| Italie \| Eolo-Kometa \| + 38 s \| \| 6e \| Lennard Kämna \| Allemagne \| Bora-Hansgrohe \| + 45 s \| \| 7e \| Aleksandr Vlasov \| Bannière neutre \| Bora-Hansgrohe \| + 49 s \| \| 8e \| Pavel Sivakov \| France \| Ineos Grenadiers \| + 56 s \| \| 9e \| Santiago Buitrago \| Colombie \| Bahrain Victorious \| + 58 s \| \| 10e \| Felix Gall \| Autriche \| AG2R Citroën Team \| + 1 min 20 s \| |                    |                 |                       |                  |
| |                    |                 |                       |                  |
| Source : ProCyclingStats |                    |                 |                       |                  |
| Classement général |                    |                 |                       |                  |
| Coureur | Coureur            | Pays            | Équipe                | Temps            |
| 1er | Tao Geoghegan Hart | Royaume-Uni     | Ineos Grenadiers      | 11 h 21 min 39 s |
| 2e | Hugh Carthy        | Royaume-Uni     | EF Education-EasyPost | + 22 s           |
| 3e | Jack Haig          | Australie       | Bahrain Victorious    | + 28 s           |
| 4e | Alexander Cepeda   | Équateur        | EF Education-EasyPost | + 36 s           |
| 5e | Lorenzo Fortunato  | Italie          | Eolo-Kometa           | + 38 s           |
| 6e | Lennard Kämna      | Allemagne       | Bora-Hansgrohe        | + 45 s           |
| 7e | Aleksandr Vlasov   | Bannière neutre | Bora-Hansgrohe        | + 49 s           |
| 8e | Pavel Sivakov      | France          | Ineos Grenadiers      | + 56 s           |
| 9e | Santiago Buitrago  | Colombie        | Bahrain Victorious    | + 58 s           |
| 10e | Felix Gall         | Autriche        | AG2R Citroën Team     | + 1 min 20 s     |

### 4eétape
| \| Classement de l'étape \| Classement de l'étape \| Classement de l'étape \| Classement de l'étape \| Classement de l'étape \| \| Coureur \| Coureur \| Pays \| Équipe \| Temps \| \| --------------------- \| ---------------------------- \| --------------------- \| ---------------------------------- \| --------------------- \| \| 1er \| Gregor Mühlberger \| Autriche \| Movistar Team \| 4 h 16 min 53 s \| \| 2e \| Torstein Træen \| Norvège \| Uno-X Pro Cycling Team \| + 0 s \| \| 3e \| Giulio Pellizzari \| Italie \| Green Project-Bardiani CSF-Faizanè \| + 0 s \| \| 4e \| Patrick Konrad \| Autriche \| Bora-Hansgrohe \| + 40 s \| \| 5e \| Stefan de Bod \| Afrique du Sud \| EF Education-EasyPost \| + 40 s \| \| 6e \| Óscar Rodríguez Garaicoechea \| Espagne \| Movistar Team \| + 40 s \| \| 7e \| Marco Frigo \| Italie \| Israel-Premier Tech \| + 40 s \| \| 8e \| Geoffrey Bouchard \| France \| AG2R Citroën Team \| + 40 s \| \| 9e \| Mark Donovan \| Royaume-Uni \| Q36.5 Pro Cycling Team \| + 40 s \| \| 10e \| Antonio Pedrero \| Espagne \| Movistar Team \| + 40 s \| |                              |                |                                    |                 |
| |                              |                |                                    |                 |
| Source : ProCyclingStats |                              |                |                                    |                 |
| Classement de l'étape |                              |                |                                    |                 |
| Coureur | Coureur                      | Pays           | Équipe                             | Temps           |
| 1er | Gregor Mühlberger            | Autriche       | Movistar Team                      | 4 h 16 min 53 s |
| 2e | Torstein Træen               | Norvège        | Uno-X Pro Cycling Team             | + 0 s           |
| 3e | Giulio Pellizzari            | Italie         | Green Project-Bardiani CSF-Faizanè | + 0 s           |
| 4e | Patrick Konrad               | Autriche       | Bora-Hansgrohe                     | + 40 s          |
| 5e | Stefan de Bod                | Afrique du Sud | EF Education-EasyPost              | + 40 s          |
| 6e | Óscar Rodríguez Garaicoechea | Espagne        | Movistar Team                      | + 40 s          |
| 7e | Marco Frigo                  | Italie         | Israel-Premier Tech                | + 40 s          |
| 8e | Geoffrey Bouchard            | France         | AG2R Citroën Team                  | + 40 s          |
| 9e | Mark Donovan                 | Royaume-Uni    | Q36.5 Pro Cycling Team             | + 40 s          |
| 10e | Antonio Pedrero              | Espagne        | Movistar Team                      | + 40 s          |

| \| Classement général \| Classement général \| Classement général \| Classement général \| Classement général \| \| Coureur \| Coureur \| Pays \| Équipe \| Temps \| \| ------------------ \| ------------------ \| ------------------ \| --------------------- \| ------------------ \| \| 1er \| Tao Geoghegan Hart \| Royaume-Uni \| Ineos Grenadiers \| 15 h 41 min 54 s \| \| 2e \| Hugh Carthy \| Royaume-Uni \| EF Education-EasyPost \| + 22 s \| \| 3e \| Jack Haig \| Australie \| Bahrain Victorious \| + 28 s \| \| 4e \| Alexander Cepeda \| Équateur \| EF Education-EasyPost \| + 36 s \| \| 5e \| Lorenzo Fortunato \| Italie \| Eolo-Kometa \| + 38 s \| \| 6e \| Lennard Kämna \| Allemagne \| Bora-Hansgrohe \| + 45 s \| \| 7e \| Aleksandr Vlasov \| Bannière neutre \| Bora-Hansgrohe \| + 49 s \| \| 8e \| Pavel Sivakov \| France \| Ineos Grenadiers \| + 56 s \| \| 9e \| Santiago Buitrago \| Colombie \| Bahrain Victorious \| + 58 s \| \| 10e \| Felix Gall \| Autriche \| AG2R Citroën Team \| + 1 min 20 s \| |                    |                 |                       |                  |
| |                    |                 |                       |                  |
| Source : ProCyclingStats |                    |                 |                       |                  |
| Classement général |                    |                 |                       |                  |
| Coureur | Coureur            | Pays            | Équipe                | Temps            |
| 1er | Tao Geoghegan Hart | Royaume-Uni     | Ineos Grenadiers      | 15 h 41 min 54 s |
| 2e | Hugh Carthy        | Royaume-Uni     | EF Education-EasyPost | + 22 s           |
| 3e | Jack Haig          | Australie       | Bahrain Victorious    | + 28 s           |
| 4e | Alexander Cepeda   | Équateur        | EF Education-EasyPost | + 36 s           |
| 5e | Lorenzo Fortunato  | Italie          | Eolo-Kometa           | + 38 s           |
| 6e | Lennard Kämna      | Allemagne       | Bora-Hansgrohe        | + 45 s           |
| 7e | Aleksandr Vlasov   | Bannière neutre | Bora-Hansgrohe        | + 49 s           |
| 8e | Pavel Sivakov      | France          | Ineos Grenadiers      | + 56 s           |
| 9e | Santiago Buitrago  | Colombie        | Bahrain Victorious    | + 58 s           |
| 10e | Felix Gall         | Autriche        | AG2R Citroën Team     | + 1 min 20 s     |

### 5eétape
| \| Classement de l'étape \| Classement de l'étape \| Classement de l'étape \| Classement de l'étape \| Classement de l'étape \| \| Coureur \| Coureur \| Pays \| Équipe \| Temps \| \| --------------------- \| ---------------------- \| --------------------- \| ---------------------------------- \| --------------------- \| \| 1er \| Simon Carr \| Royaume-Uni \| EF Education-EasyPost \| 3 h 43 min 28 s \| \| 2e \| Georg Steinhauser \| Allemagne \| EF Education-EasyPost \| + 53 s \| \| 3e \| Matteo Fabbro \| Italie \| Bora-Hansgrohe \| + 53 s \| \| 4e \| Florian Lipowitz \| Allemagne \| Bora-Hansgrohe \| + 55 s \| \| 5e \| Johannes Kulset \| Norvège \| Uno-X DARE Development \| + 1 min 21 s \| \| 6e \| Luca Covili \| Italie \| Green Project-Bardiani CSF-Faizanè \| + 2 min 09 s \| \| 7e \| Geoffrey Bouchard \| France \| AG2R Citroën Team \| + 2 min 40 s \| \| 8e \| Txomin Juaristi \| Espagne \| Euskaltel-Euskadi \| + 2 min 40 s \| \| 9e \| Valentin Paret-Peintre \| France \| AG2R Citroën Team \| + 2 min 50 s \| \| 10e \| Andrea Vendrame \| Italie \| AG2R Citroën Team \| + 3 min 00 s \| |                        |             |                                    |                 |
| |                        |             |                                    |                 |
| Source : ProCyclingStats |                        |             |                                    |                 |
| Classement de l'étape |                        |             |                                    |                 |
| Coureur | Coureur                | Pays        | Équipe                             | Temps           |
| 1er | Simon Carr             | Royaume-Uni | EF Education-EasyPost              | 3 h 43 min 28 s |
| 2e | Georg Steinhauser      | Allemagne   | EF Education-EasyPost              | + 53 s          |
| 3e | Matteo Fabbro          | Italie      | Bora-Hansgrohe                     | + 53 s          |
| 4e | Florian Lipowitz       | Allemagne   | Bora-Hansgrohe                     | + 55 s          |
| 5e | Johannes Kulset        | Norvège     | Uno-X DARE Development             | + 1 min 21 s    |
| 6e | Luca Covili            | Italie      | Green Project-Bardiani CSF-Faizanè | + 2 min 09 s    |
| 7e | Geoffrey Bouchard      | France      | AG2R Citroën Team                  | + 2 min 40 s    |
| 8e | Txomin Juaristi        | Espagne     | Euskaltel-Euskadi                  | + 2 min 40 s    |
| 9e | Valentin Paret-Peintre | France      | AG2R Citroën Team                  | + 2 min 50 s    |
| 10e | Andrea Vendrame        | Italie      | AG2R Citroën Team                  | + 3 min 00 s    |

## Classements finals

### Classement général final
| \| Classement général \| Classement général \| Classement général \| Classement général \| Classement général \| \| Coureur \| Coureur \| Pays \| Équipe \| Temps \| \| ------------------ \| ------------------ \| ------------------ \| ---------------------- \| ------------------ \| \| 1er \| Tao Geoghegan Hart \| Royaume-Uni \| Ineos Grenadiers \| 19 h 29 min 50 s \| \| 2e \| Hugh Carthy \| Royaume-Uni \| EF Education-EasyPost \| + 22 s \| \| 3e \| Jack Haig \| Australie \| Bahrain Victorious \| + 28 s \| \| 4e \| Alexander Cepeda \| Équateur \| EF Education-EasyPost \| + 36 s \| \| 5e \| Lorenzo Fortunato \| Italie \| Eolo-Kometa \| + 38 s \| \| 6e \| Lennard Kämna \| Allemagne \| Bora-Hansgrohe \| + 45 s \| \| 7e \| Pavel Sivakov \| France \| Ineos Grenadiers \| + 56 s \| \| 8e \| Santiago Buitrago \| Colombie \| Bahrain Victorious \| + 58 s \| \| 9e \| Felix Gall \| Autriche \| AG2R Citroën Team \| + 1 min 20 s \| \| 10e \| Torstein Træen \| Norvège \| Uno-X Pro Cycling Team \| + 1 min 34 s \| |                    |             |                        |                  |
| |                    |             |                        |                  |
| Source : ProCyclingStats |                    |             |                        |                  |
| Classement général |                    |             |                        |                  |
| Coureur | Coureur            | Pays        | Équipe                 | Temps            |
| 1er | Tao Geoghegan Hart | Royaume-Uni | Ineos Grenadiers       | 19 h 29 min 50 s |
| 2e | Hugh Carthy        | Royaume-Uni | EF Education-EasyPost  | + 22 s           |
| 3e | Jack Haig          | Australie   | Bahrain Victorious     | + 28 s           |
| 4e | Alexander Cepeda   | Équateur    | EF Education-EasyPost  | + 36 s           |
| 5e | Lorenzo Fortunato  | Italie      | Eolo-Kometa            | + 38 s           |
| 6e | Lennard Kämna      | Allemagne   | Bora-Hansgrohe         | + 45 s           |
| 7e | Pavel Sivakov      | France      | Ineos Grenadiers       | + 56 s           |
| 8e | Santiago Buitrago  | Colombie    | Bahrain Victorious     | + 58 s           |
| 9e | Felix Gall         | Autriche    | AG2R Citroën Team      | + 1 min 20 s     |
| 10e | Torstein Træen     | Norvège     | Uno-X Pro Cycling Team | + 1 min 34 s     |

### Classements annexes
| Classement du meilleur jeune | Classement du meilleur jeune | Classement du meilleur jeune | Classement du meilleur jeune       | Classement du meilleur jeune |
| Coureur                      | Coureur                      | Pays                         | Équipe                             | Temps                        |
| ---------------------------- | ---------------------------- | ---------------------------- | ---------------------------------- | ---------------------------- |
| 1er                          | Max Poole                    | Royaume-Uni                  | Team DSM                           | 19 h 31 min 36 s             |
| 2e                           | Johannes Kulset              | Norvège                      | Uno-X DARE Development             | + 1 min 18 s                 |
| 3e                           | Matthew Riccitello           | États-Unis                   | Israel-Premier Tech                | + 1 min 48 s                 |
| 4e                           | Finlay Pickering             | Royaume-Uni                  | Trinity Racing                     | + 9 min 46 s                 |
| 5e                           | Georg Steinhauser            | Allemagne                    | EF Education-EasyPost              | + 13 min 02 s                |
| 6e                           | Edoardo Zambanini            | Italie                       | Bahrain Victorious                 | + 13 min 07 s                |
| 7e                           | Giulio Pellizzari            | Italie                       | Green Project-Bardiani CSF-Faizanè | + 15 min 43 s                |
| 8e                           | Alex Tolio                   | Italie                       | Green Project-Bardiani CSF-Faizanè | + 21 min 53 s                |
| 9e                           | Florian Lipowitz             | Allemagne                    | Bora-Hansgrohe                     | + 32 min 33 s                |
| 10e                          | Valentin Paret-Peintre       | France                       | AG2R Citroën Team                  | + 32 min 37 s                |

| Classement du meilleur jeune | Classement du meilleur jeune | Classement du meilleur jeune | Classement du meilleur jeune       | Classement du meilleur jeune |
| Coureur                      | Coureur                      | Pays                         | Équipe                             | Temps                        |
| ---------------------------- | ---------------------------- | ---------------------------- | ---------------------------------- | ---------------------------- |
| 1er                          | Max Poole                    | Royaume-Uni                  | Team DSM                           | 19 h 31 min 36 s             |
| 2e                           | Johannes Kulset              | Norvège                      | Uno-X DARE Development             | + 1 min 18 s                 |
| 3e                           | Matthew Riccitello           | États-Unis                   | Israel-Premier Tech                | + 1 min 48 s                 |
| 4e                           | Finlay Pickering             | Royaume-Uni                  | Trinity Racing                     | + 9 min 46 s                 |
| 5e                           | Georg Steinhauser            | Allemagne                    | EF Education-EasyPost              | + 13 min 02 s                |
| 6e                           | Edoardo Zambanini            | Italie                       | Bahrain Victorious                 | + 13 min 07 s                |
| 7e                           | Giulio Pellizzari            | Italie                       | Green Project-Bardiani CSF-Faizanè | + 15 min 43 s                |
| 8e                           | Alex Tolio                   | Italie                       | Green Project-Bardiani CSF-Faizanè | + 21 min 53 s                |
| 9e                           | Florian Lipowitz             | Allemagne                    | Bora-Hansgrohe                     | + 32 min 33 s                |
| 10e                          | Valentin Paret-Peintre       | France                       | AG2R Citroën Team                  | + 32 min 37 s                |

| Classement de la montagne | Classement de la montagne    | Classement de la montagne | Classement de la montagne          | Classement de la montagne |
| Coureur                   | Coureur                      | Pays                      | Équipe                             | Points                    |
| ------------------------- | ---------------------------- | ------------------------- | ---------------------------------- | ------------------------- |
| 1er                       | Sergio Samitier              | Espagne                   | Movistar Team                      | 20 pts                    |
| 2e                        | Alexander Cepeda             | Équateur                  | EF Education-EasyPost              | 12 pts                    |
| 3e                        | Lennard Kämna                | Allemagne                 | Bora-Hansgrohe                     | 10 pts                    |
| 4e                        | Antonio Pedrero              | Espagne                   | Movistar Team                      | 10 pts                    |
| 5e                        | Óscar Rodríguez Garaicoechea | Espagne                   | Movistar Team                      | 10 pts                    |
| 6e                        | Simon Carr                   | Royaume-Uni               | EF Education-EasyPost              | 9 pts                     |
| 7e                        | Luca Covili                  | Italie                    | Green Project-Bardiani CSF-Faizanè | 8 pts                     |
| 8e                        | Santiago Buitrago            | Colombie                  | Bahrain Victorious                 | 6 pts                     |
| 9e                        | Giulio Pellizzari            | Italie                    | Green Project-Bardiani CSF-Faizanè | 6 pts                     |
| 10e                       | Jasha Sütterlin              | Allemagne                 | Bahrain Victorious                 | 6 pts                     |

| Classement de la montagne | Classement de la montagne    | Classement de la montagne | Classement de la montagne          | Classement de la montagne |
| Coureur                   | Coureur                      | Pays                      | Équipe                             | Points                    |
| ------------------------- | ---------------------------- | ------------------------- | ---------------------------------- | ------------------------- |
| 1er                       | Sergio Samitier              | Espagne                   | Movistar Team                      | 20 pts                    |
| 2e                        | Alexander Cepeda             | Équateur                  | EF Education-EasyPost              | 12 pts                    |
| 3e                        | Lennard Kämna                | Allemagne                 | Bora-Hansgrohe                     | 10 pts                    |
| 4e                        | Antonio Pedrero              | Espagne                   | Movistar Team                      | 10 pts                    |
| 5e                        | Óscar Rodríguez Garaicoechea | Espagne                   | Movistar Team                      | 10 pts                    |
| 6e                        | Simon Carr                   | Royaume-Uni               | EF Education-EasyPost              | 9 pts                     |
| 7e                        | Luca Covili                  | Italie                    | Green Project-Bardiani CSF-Faizanè | 8 pts                     |
| 8e                        | Santiago Buitrago            | Colombie                  | Bahrain Victorious                 | 6 pts                     |
| 9e                        | Giulio Pellizzari            | Italie                    | Green Project-Bardiani CSF-Faizanè | 6 pts                     |
| 10e                       | Jasha Sütterlin              | Allemagne                 | Bahrain Victorious                 | 6 pts                     |

| Classement par points | Classement par points | Classement par points | Classement par points              | Classement par points |
| Coureur               | Coureur               | Pays                  | Équipe                             | Points                |
| --------------------- | --------------------- | --------------------- | ---------------------------------- | --------------------- |
| 1er                   | Tao Geoghegan Hart    | Royaume-Uni           | Ineos Grenadiers                   | 58 pts                |
| 2e                    | Moran Vermeulen       | Autriche              | Autriche                           | 50 pts                |
| 3e                    | Gregor Mühlberger     | Autriche              | Movistar Team                      | 39 pts                |
| 4e                    | Simon Carr            | Royaume-Uni           | EF Education-EasyPost              | 37 pts                |
| 5e                    | Lennard Kämna         | Allemagne             | Bora-Hansgrohe                     | 29 pts                |
| 6e                    | Georg Steinhauser     | Allemagne             | EF Education-EasyPost              | 28 pts                |
| 7e                    | Jack Haig             | Australie             | Bahrain Victorious                 | 25 pts                |
| 8e                    | Giulio Pellizzari     | Italie                | Green Project-Bardiani CSF-Faizanè | 22 pts                |
| 9e                    | Hugh Carthy           | Royaume-Uni           | EF Education-EasyPost              | 22 pts                |
| 10e                   | Felix Gall            | Autriche              | AG2R Citroën Team                  | 18 pts                |

| Classement par points | Classement par points | Classement par points | Classement par points              | Classement par points |
| Coureur               | Coureur               | Pays                  | Équipe                             | Points                |
| --------------------- | --------------------- | --------------------- | ---------------------------------- | --------------------- |
| 1er                   | Tao Geoghegan Hart    | Royaume-Uni           | Ineos Grenadiers                   | 58 pts                |
| 2e                    | Moran Vermeulen       | Autriche              | Autriche                           | 50 pts                |
| 3e                    | Gregor Mühlberger     | Autriche              | Movistar Team                      | 39 pts                |
| 4e                    | Simon Carr            | Royaume-Uni           | EF Education-EasyPost              | 37 pts                |
| 5e                    | Lennard Kämna         | Allemagne             | Bora-Hansgrohe                     | 29 pts                |
| 6e                    | Georg Steinhauser     | Allemagne             | EF Education-EasyPost              | 28 pts                |
| 7e                    | Jack Haig             | Australie             | Bahrain Victorious                 | 25 pts                |
| 8e                    | Giulio Pellizzari     | Italie                | Green Project-Bardiani CSF-Faizanè | 22 pts                |
| 9e                    | Hugh Carthy           | Royaume-Uni           | EF Education-EasyPost              | 22 pts                |
| 10e                   | Felix Gall            | Autriche              | AG2R Citroën Team                  | 18 pts                |

| Classement par équipes | Classement par équipes             | Classement par équipes | Classement par équipes |
| Équipe                 | Équipe                             | Pays                   | Temps                  |
| ---------------------- | ---------------------------------- | ---------------------- | ---------------------- |
| 1re                    | Bora-Hansgrohe                     | Allemagne              | 58 h 28 min 15 s       |
| 2e                     | Ineos Grenadiers                   | Royaume-Uni            | + 6 min 00 s           |
| 3e                     | EF Education-EasyPost              | États-Unis             | + 7 min 46 s           |
| 4e                     | Bahrain Victorious                 | Bahreïn                | + 9 min 50 s           |
| 5e                     | AG2R Citroën Team                  | France                 | + 13 min 57 s          |
| 6e                     | Israel-Premier Tech                | Israël                 | + 15 min 44 s          |
| 7e                     | Movistar Team                      | Espagne                | + 20 min 34 s          |
| 8e                     | Q36.5 Pro Cycling Team             | Suisse                 | + 34 min 05 s          |
| 9e                     | Euskaltel-Euskadi                  | Espagne                | + 36 min 28 s          |
| 10e                    | Green Project-Bardiani CSF-Faizanè | Italie                 | + 37 min 28 s          |

| Classement par équipes | Classement par équipes             | Classement par équipes | Classement par équipes |
| Équipe                 | Équipe                             | Pays                   | Temps                  |
| ---------------------- | ---------------------------------- | ---------------------- | ---------------------- |
| 1re                    | Bora-Hansgrohe                     | Allemagne              | 58 h 28 min 15 s       |
| 2e                     | Ineos Grenadiers                   | Royaume-Uni            | + 6 min 00 s           |
| 3e                     | EF Education-EasyPost              | États-Unis             | + 7 min 46 s           |
| 4e                     | Bahrain Victorious                 | Bahreïn                | + 9 min 50 s           |
| 5e                     | AG2R Citroën Team                  | France                 | + 13 min 57 s          |
| 6e                     | Israel-Premier Tech                | Israël                 | + 15 min 44 s          |
| 7e                     | Movistar Team                      | Espagne                | + 20 min 34 s          |
| 8e                     | Q36.5 Pro Cycling Team             | Suisse                 | + 34 min 05 s          |
| 9e                     | Euskaltel-Euskadi                  | Espagne                | + 36 min 28 s          |
| 10e                    | Green Project-Bardiani CSF-Faizanè | Italie                 | + 37 min 28 s          |

### Classement UCI
La course attribue des points aux coureurs pour le Classement mondial UCI 2023 selon le barème suivant :
| Position           | 1er | 2e  | 3e  | 4e  | 5e | 6e | 7e | 8e | 9e | 10e | 11e | 12e | 13e | 14e | 15e | 16e à 30e | 31e à 40e |
| Classement général | 200 | 150 | 125 | 100 | 85 | 70 | 60 | 50 | 40 | 35  | 30  | 25  | 20  | 15  | 10  | 5         | 3         |
| Par étape          | 20  | 10  | 5   |     |    |    |    |    |    |     |     |     |     |     |     |           |           |
| Leader, par étape  | 5   |     |     |     |    |    |    |    |    |     |     |     |     |     |     |           |           |

## Évolution des classements
| Étape              | Vainqueur          | Classement général | Classement de la montagne | Classement des sprints | Classement du meilleur jeune | Classement par équipes |
| ------------------ | ------------------ | ------------------ | ------------------------- | ---------------------- | ---------------------------- | ---------------------- |
| 1                  | Tao Geoghegan Hart | Tao Geoghegan Hart | Alexander Cepeda          | Tao Geoghegan Hart     | Max Poole                    | Ineos Grenadiers       |
| 2                  | Tao Geoghegan Hart | Tao Geoghegan Hart | Santiago Buitrago         | Tao Geoghegan Hart     | Max Poole                    | Ineos Grenadiers       |
| 3                  | Lennard Kämna      | Tao Geoghegan Hart | Alexander Cepeda          | Tao Geoghegan Hart     | Max Poole                    | Ineos Grenadiers       |
| 4                  | Gregor Mühlberger  | Tao Geoghegan Hart | Alexander Cepeda          | Tao Geoghegan Hart     | Max Poole                    | Ineos Grenadiers       |
| 5                  | Simon Carr         | Tao Geoghegan Hart | Sergio Samitier           | Tao Geoghegan Hart     | Max Poole                    | Bora-Hansgrohe         |
| Classements finals | Classements finals | Tao Geoghegan Hart | Sergio Samitier           | Tao Geoghegan Hart     | Max Poole                    | Bora-Hansgrohe         |

## Liste des participants
| Ineos Grenadiers IGD | Ineos Grenadiers IGD     | Ineos Grenadiers IGD |
| -------------------- | ------------------------ | -------------------- |
| Num                  | Coureur                  | Pos                  |
| 1                    | Thymen Arensman (NED)    | 33e                  |
| 2                    | Laurens De Plus (BEL)    | 19e                  |
| 3                    | Tao Geoghegan Hart (GBR) | 1er                  |
| 4                    | Salvatore Puccio (ITA)   | 74e                  |
| 5                    | Pavel Sivakov (FRA)      | 7e                   |
| 6                    | Ben Swift (GBR)          | 68e                  |
| 7                    | Geraint Thomas (GBR)     | 15e                  |

| Bahrain Victorious TBV | Bahrain Victorious TBV    | Bahrain Victorious TBV |
| ---------------------- | ------------------------- | ---------------------- |
| Num                    | Coureur                   | Pos                    |
| 11                     | Santiago Buitrago (COL)   | 8e                     |
| 12                     | Nicolò Buratti (ITA)      | AB-4                   |
| 13                     | Jack Haig (AUS)           | 3e                     |
| 14                     | Hermann Pernsteiner (AUT) | 23e                    |
| 15                     | Edoardo Zambanini (ITA)   | 29e                    |
| 16                     | Jasha Sütterlin (GER)     | 66e                    |

| EF Education-EasyPost EFE | EF Education-EasyPost EFE   | EF Education-EasyPost EFE |
| ------------------------- | --------------------------- | ------------------------- |
| Num                       | Coureur                     | Pos                       |
| 21                        | Hugh Carthy (GBR)           | 2e                        |
| 22                        | Simon Carr (GBR)            | 47e                       |
| 24                        | Alexander Cepeda (ECU)      | 4e                        |
| 25                        | Stefan de Bod (RSA)         | 41e                       |
| 26                        | Merhawi Kudus (ERI) (route) | 53e                       |
| 27                        | Georg Steinhauser (GER)     | 28e                       |

| Movistar Team MOV | Movistar Team MOV                  | Movistar Team MOV |
| ----------------- | ---------------------------------- | ----------------- |
| Num               | Coureur                            | Pos               |
| 31                | Abner González (PUR)               | AB-5              |
| 32                | Juri Hollmann (GER)                | 49e               |
| 33                | Gregor Mühlberger (AUT)            | 38e               |
| 34                | Antonio Pedrero (ESP)              | 27e               |
| 35                | Óscar Rodríguez Garaicoechea (ESP) | 32e               |
| 36                | Sergio Samitier (ESP)              | 60e               |
| 37                | Iván Sosa (COL)                    | 18e               |

| Bora-Hansgrohe BOH | Bora-Hansgrohe BOH          | Bora-Hansgrohe BOH |
| ------------------ | --------------------------- | ------------------ |
| Num                | Coureur                     | Pos                |
| 41                 | Matteo Fabbro (ITA)         | 34e                |
| 42                 | Florian Lipowitz (GER)      | 43e                |
| 43                 | Lennard Kämna (GER)         | 6e                 |
| 44                 | Patrick Konrad (AUT)        | 22e                |
| 45                 | Cian Uijtdebroeks (BEL)     | NP-2               |
| 46                 | Aleksandr Vlasov            | NP-5               |
| 47                 | Maximilian Schachmann (GER) | NP-4               |

| AG2R Citroën Team ACT | AG2R Citroën Team ACT        | AG2R Citroën Team ACT |
| --------------------- | ---------------------------- | --------------------- |
| Num                   | Coureur                      | Pos                   |
| 51                    | Geoffrey Bouchard (FRA)      | 39e                   |
| 52                    | Felix Gall (AUT)             | 9e                    |
| 54                    | Nicolas Prodhomme (FRA)      | 69e                   |
| 55                    | Aurélien Paret-Peintre (FRA) | 13e                   |
| 56                    | Valentin Paret-Peintre (FRA) | 44e                   |
| 57                    | Andrea Vendrame (ITA)        | 56e                   |

| Team DSM DSM | Team DSM DSM                  | Team DSM DSM |
| ------------ | ----------------------------- | ------------ |
| Num          | Coureur                       | Pos          |
| 61           | Jonas Iversby Hvideberg (NOR) | AB-5         |
| 62           | Lorenzo Milesi (ITA)          | 52e          |
| 63           | Harm Vanhoucke (BEL)          | NP-3         |
| 64           | Max van der Meulen (NED)      | AB-4         |
| 65           | Alberto Dainese (ITA)         | AB-4         |
| 66           | Max Poole (GBR)               | 11e          |

| Astana Qazaqstan Team AST | Astana Qazaqstan Team AST | Astana Qazaqstan Team AST |
| ------------------------- | ------------------------- | ------------------------- |
| Num                       | Coureur                   | Pos                       |
| 71                        | Luis León Sánchez (ESP)   | 30e                       |
| 72                        | Manuele Boaro (ITA)       | AB-2                      |
| 73                        | Joe Dombrowski (USA)      | 24e                       |
| 74                        | Vadim Pronskiy (KAZ)      | NP-2                      |
| 75                        | Daniil Pronskiy (KAZ)     | AB-5                      |
| 76                        | Antonio Nibali (ITA)      | 64e                       |
| 77                        | Igor Chzhan (KAZ) (route) | AB-5                      |

| Israel-Premier Tech IPT | Israel-Premier Tech IPT  | Israel-Premier Tech IPT |
| ----------------------- | ------------------------ | ----------------------- |
| Num                     | Coureur                  | Pos                     |
| 81                      | Sebastian Berwick (AUS)  | 51e                     |
| 82                      | Marco Frigo (ITA)        | 45e                     |
| 83                      | Omer Goldstein (ISR)     | 61e                     |
| 84                      | Ben Hermans (BEL)        | 36e                     |
| 85                      | Domenico Pozzovivo (ITA) | 21e                     |
| 86                      | Matthew Riccitello (USA) | 16e                     |
| 87                      | Guy Sagiv (ISR)          | AB-4                    |

| Green Project-Bardiani CSF-Faizanè BCF | Green Project-Bardiani CSF-Faizanè BCF | Green Project-Bardiani CSF-Faizanè BCF |
| -------------------------------------- | -------------------------------------- | -------------------------------------- |
| Num                                    | Coureur                                | Pos                                    |
| 91                                     | Luca Covili (ITA)                      | 17e                                    |
| 92                                     | Riccardo Lucca (ITA)                   | AB-5                                   |
| 93                                     | Alessio Nieri (ITA)                    | AB-5                                   |
| 94                                     | Giulio Pellizzari (ITA)                | 31e                                    |
| 95                                     | Alessandro Santaromita (ITA)           | NP-4                                   |
| 96                                     | Henok Mulubrhan (ERI)                  | 40e                                    |
| 97                                     | Alex Tolio (ITA)                       | 37e                                    |

| Uno-X Pro Cycling Team UXT | Uno-X Pro Cycling Team UXT | Uno-X Pro Cycling Team UXT |
| -------------------------- | -------------------------- | -------------------------- |
| Num                        | Coureur                    | Pos                        |
| 101                        | Torstein Træen (NOR)       | 10e                        |
| 102                        | Jonas Abrahamsen (NOR)     | AB-5                       |
| 103                        | Ådne Holter (NOR)          | 73e                        |
| 104                        | Magnus Kulset (NOR)        | 57e                        |
| 105                        | Sindre Kulset (NOR)        | AB-4                       |
| 106                        | Johannes Kulset (NOR)      | 14e                        |
| 107                        | Magnus Brynsrud (NOR)      | 62e                        |

| Q36.5 Pro Cycling Team Q36 | Q36.5 Pro Cycling Team Q36 | Q36.5 Pro Cycling Team Q36 |
| -------------------------- | -------------------------- | -------------------------- |
| Num                        | Coureur                    | Pos                        |
| 111                        | Carl Fredrik Hagen (NOR)   | 42e                        |
| 112                        | Damien Howson (AUS)        | 26e                        |
| 113                        | Gianluca Brambilla (ITA)   | 46e                        |
| 114                        | Mark Donovan (GBR)         | 20e                        |
| 115                        | Matteo Badilatti (SUI)     | NP-5                       |
| 116                        | Negasi Abreha (ETH)        | AB-5                       |
| 117                        | Corey Davis (USA)          | AB-3                       |

| Euskaltel-Euskadi EUS | Euskaltel-Euskadi EUS   | Euskaltel-Euskadi EUS |
| --------------------- | ----------------------- | --------------------- |
| Num                   | Coureur                 | Pos                   |
| 121                   | Mikel Bizkarra (ESP)    | 12e                   |
| 122                   | Unai Cuadrado (ESP)     | AB-4                  |
| 123                   | Txomin Juaristi (ESP)   | 63e                   |
| 124                   | Ibai Azurmendi (ESP)    | AB-5                  |
| 125                   | Asier Etxeberria (ESP)  | 67e                   |
| 126                   | Enekoitz Azparren (ESP) | 65e                   |
| 127                   | Luis Ángel Maté (ESP)   | 35e                   |

| Equipo Kern Pharma EKP | Equipo Kern Pharma EKP     | Equipo Kern Pharma EKP |
| ---------------------- | -------------------------- | ---------------------- |
| Num                    | Coureur                    | Pos                    |
| 131                    | Pablo Castrillo (ESP)      | AB-5                   |
| 132                    | Eugenio Sánchez (ESP)      | AB-5                   |
| 133                    | Giovanni Carboni (ITA)     | AB-4                   |
| 134                    | Jordi López (ESP)          | 55e                    |
| 135                    | Carlos García Pierna (ESP) | AB-5                   |
| 136                    | José Félix Parra (ESP)     | 48e                    |
| 137                    | Martí Márquez (ESP)        | AB-5                   |

| Caja Rural-Seguros RGA CJR | Caja Rural-Seguros RGA CJR | Caja Rural-Seguros RGA CJR |
| -------------------------- | -------------------------- | -------------------------- |
| Num                        | Coureur                    | Pos                        |
| 141                        | Julen Amézqueta (ESP)      | AB-4                       |
| 142                        | Joseba López (ESP)         | AB-5                       |
| 143                        | Calum Johnston (GBR)       | AB-5                       |
| 144                        | Jhojan García (COL)        | AB-5                       |
| 145                        | Mulu Hailemichael (ETH)    | AB-5                       |
| 146                        | Jokin Murguialday (ESP)    | AB-2                       |
| 147                        | Fernando Barceló (ESP)     | 70e                        |

| Eolo-Kometa EOK | Eolo-Kometa EOK         | Eolo-Kometa EOK |
| --------------- | ----------------------- | --------------- |
| Num             | Coureur                 | Pos             |
| 151             | Lorenzo Fortunato (ITA) | 5e              |
| 152             | Davide Bais (ITA)       | AB-5            |
| 153             | Mattia Bais (ITA)       | AB-5            |
| 154             | Andrea Garosio (ITA)    | 58e             |
| 155             | Samuele Rivi (ITA)      | AB-2            |
| 156             | Álex Martín (ESP)       | AB-5            |
| 157             | Fernando Tercero (ESP)  | 50e             |

| Team Corratec COR | Team Corratec COR       | Team Corratec COR |
| ----------------- | ----------------------- | ----------------- |
| Num               | Coureur                 | Pos               |
| 161               | Samuele Zambelli (ITA)  | AB-5              |
| 162               | Matteo Amella (ITA)     | AB-5              |
| 163               | Davide Baldaccini (ITA) | AB-5              |
| 164               | Etienne van Empel (NED) | AB-1              |
| 165               | Karel Vacek (CZE)       | 54e               |
| 166               | Simone Olivero (ITA)    | AB-3              |

| Autriche AUT | Autriche AUT          | Autriche AUT |
| ------------ | --------------------- | ------------ |
| Num          | Coureur               | Pos          |
| 171          | Lukas Pöstlberger     | AB-5         |
| 172          | Sebastian Schönberger | AB-5         |
| 173          | Moran Vermeulen       | 72e          |
| 174          | Alexander Hajek       | 59e          |
| 175          | Marco Schrettl        | AB-5         |
| 176          | Sebastian Putz        | AB-5         |
| 177          | Philipp Hofbauer      | AB-5         |

| Trinity Racing TRI | Trinity Racing TRI        | Trinity Racing TRI |
| ------------------ | ------------------------- | ------------------ |
| Num                | Coureur                   | Pos                |
| 181                | Finlay Pickering (GBR)    | 25e                |
| 182                | William Smith (GBR)       | AB-5               |
| 183                | Fergus Browning (AUS)     | AB-2               |
| 184                | Liam Johnston (AUS)       | AB-5               |
| 185                | Adrien Boichis (FRA)      | AB-5               |
| 186                | Camilo Andres Gomez (COL) | AB-5               |
| 187                | Hugo Rodriguez (COL)      | 71e                |

| Ineos Grenadiers IGD | Ineos Grenadiers IGD     | Ineos Grenadiers IGD |
| -------------------- | ------------------------ | -------------------- |
| Num                  | Coureur                  | Pos                  |
| 1                    | Thymen Arensman (NED)    | 33e                  |
| 2                    | Laurens De Plus (BEL)    | 19e                  |
| 3                    | Tao Geoghegan Hart (GBR) | 1er                  |
| 4                    | Salvatore Puccio (ITA)   | 74e                  |
| 5                    | Pavel Sivakov (FRA)      | 7e                   |
| 6                    | Ben Swift (GBR)          | 68e                  |
| 7                    | Geraint Thomas (GBR)     | 15e                  |

| Bahrain Victorious TBV | Bahrain Victorious TBV    | Bahrain Victorious TBV |
| ---------------------- | ------------------------- | ---------------------- |
| Num                    | Coureur                   | Pos                    |
| 11                     | Santiago Buitrago (COL)   | 8e                     |
| 12                     | Nicolò Buratti (ITA)      | AB-4                   |
| 13                     | Jack Haig (AUS)           | 3e                     |
| 14                     | Hermann Pernsteiner (AUT) | 23e                    |
| 15                     | Edoardo Zambanini (ITA)   | 29e                    |
| 16                     | Jasha Sütterlin (GER)     | 66e                    |

| EF Education-EasyPost EFE | EF Education-EasyPost EFE   | EF Education-EasyPost EFE |
| ------------------------- | --------------------------- | ------------------------- |
| Num                       | Coureur                     | Pos                       |
| 21                        | Hugh Carthy (GBR)           | 2e                        |
| 22                        | Simon Carr (GBR)            | 47e                       |
| 24                        | Alexander Cepeda (ECU)      | 4e                        |
| 25                        | Stefan de Bod (RSA)         | 41e                       |
| 26                        | Merhawi Kudus (ERI) (route) | 53e                       |
| 27                        | Georg Steinhauser (GER)     | 28e                       |

| Movistar Team MOV | Movistar Team MOV                  | Movistar Team MOV |
| ----------------- | ---------------------------------- | ----------------- |
| Num               | Coureur                            | Pos               |
| 31                | Abner González (PUR)               | AB-5              |
| 32                | Juri Hollmann (GER)                | 49e               |
| 33                | Gregor Mühlberger (AUT)            | 38e               |
| 34                | Antonio Pedrero (ESP)              | 27e               |
| 35                | Óscar Rodríguez Garaicoechea (ESP) | 32e               |
| 36                | Sergio Samitier (ESP)              | 60e               |
| 37                | Iván Sosa (COL)                    | 18e               |

| Bora-Hansgrohe BOH | Bora-Hansgrohe BOH          | Bora-Hansgrohe BOH |
| ------------------ | --------------------------- | ------------------ |
| Num                | Coureur                     | Pos                |
| 41                 | Matteo Fabbro (ITA)         | 34e                |
| 42                 | Florian Lipowitz (GER)      | 43e                |
| 43                 | Lennard Kämna (GER)         | 6e                 |
| 44                 | Patrick Konrad (AUT)        | 22e                |
| 45                 | Cian Uijtdebroeks (BEL)     | NP-2               |
| 46                 | Aleksandr Vlasov            | NP-5               |
| 47                 | Maximilian Schachmann (GER) | NP-4               |

| AG2R Citroën Team ACT | AG2R Citroën Team ACT        | AG2R Citroën Team ACT |
| --------------------- | ---------------------------- | --------------------- |
| Num                   | Coureur                      | Pos                   |
| 51                    | Geoffrey Bouchard (FRA)      | 39e                   |
| 52                    | Felix Gall (AUT)             | 9e                    |
| 54                    | Nicolas Prodhomme (FRA)      | 69e                   |
| 55                    | Aurélien Paret-Peintre (FRA) | 13e                   |
| 56                    | Valentin Paret-Peintre (FRA) | 44e                   |
| 57                    | Andrea Vendrame (ITA)        | 56e                   |

| Team DSM DSM | Team DSM DSM                  | Team DSM DSM |
| ------------ | ----------------------------- | ------------ |
| Num          | Coureur                       | Pos          |
| 61           | Jonas Iversby Hvideberg (NOR) | AB-5         |
| 62           | Lorenzo Milesi (ITA)          | 52e          |
| 63           | Harm Vanhoucke (BEL)          | NP-3         |
| 64           | Max van der Meulen (NED)      | AB-4         |
| 65           | Alberto Dainese (ITA)         | AB-4         |
| 66           | Max Poole (GBR)               | 11e          |

| Astana Qazaqstan Team AST | Astana Qazaqstan Team AST | Astana Qazaqstan Team AST |
| ------------------------- | ------------------------- | ------------------------- |
| Num                       | Coureur                   | Pos                       |
| 71                        | Luis León Sánchez (ESP)   | 30e                       |
| 72                        | Manuele Boaro (ITA)       | AB-2                      |
| 73                        | Joe Dombrowski (USA)      | 24e                       |
| 74                        | Vadim Pronskiy (KAZ)      | NP-2                      |
| 75                        | Daniil Pronskiy (KAZ)     | AB-5                      |
| 76                        | Antonio Nibali (ITA)      | 64e                       |
| 77                        | Igor Chzhan (KAZ) (route) | AB-5                      |

| Israel-Premier Tech IPT | Israel-Premier Tech IPT  | Israel-Premier Tech IPT |
| ----------------------- | ------------------------ | ----------------------- |
| Num                     | Coureur                  | Pos                     |
| 81                      | Sebastian Berwick (AUS)  | 51e                     |
| 82                      | Marco Frigo (ITA)        | 45e                     |
| 83                      | Omer Goldstein (ISR)     | 61e                     |
| 84                      | Ben Hermans (BEL)        | 36e                     |
| 85                      | Domenico Pozzovivo (ITA) | 21e                     |
| 86                      | Matthew Riccitello (USA) | 16e                     |
| 87                      | Guy Sagiv (ISR)          | AB-4                    |

| Green Project-Bardiani CSF-Faizanè BCF | Green Project-Bardiani CSF-Faizanè BCF | Green Project-Bardiani CSF-Faizanè BCF |
| -------------------------------------- | -------------------------------------- | -------------------------------------- |
| Num                                    | Coureur                                | Pos                                    |
| 91                                     | Luca Covili (ITA)                      | 17e                                    |
| 92                                     | Riccardo Lucca (ITA)                   | AB-5                                   |
| 93                                     | Alessio Nieri (ITA)                    | AB-5                                   |
| 94                                     | Giulio Pellizzari (ITA)                | 31e                                    |
| 95                                     | Alessandro Santaromita (ITA)           | NP-4                                   |
| 96                                     | Henok Mulubrhan (ERI)                  | 40e                                    |
| 97                                     | Alex Tolio (ITA)                       | 37e                                    |

| Uno-X Pro Cycling Team UXT | Uno-X Pro Cycling Team UXT | Uno-X Pro Cycling Team UXT |
| -------------------------- | -------------------------- | -------------------------- |
| Num                        | Coureur                    | Pos                        |
| 101                        | Torstein Træen (NOR)       | 10e                        |
| 102                        | Jonas Abrahamsen (NOR)     | AB-5                       |
| 103                        | Ådne Holter (NOR)          | 73e                        |
| 104                        | Magnus Kulset (NOR)        | 57e                        |
| 105                        | Sindre Kulset (NOR)        | AB-4                       |
| 106                        | Johannes Kulset (NOR)      | 14e                        |
| 107                        | Magnus Brynsrud (NOR)      | 62e                        |

| Q36.5 Pro Cycling Team Q36 | Q36.5 Pro Cycling Team Q36 | Q36.5 Pro Cycling Team Q36 |
| -------------------------- | -------------------------- | -------------------------- |
| Num                        | Coureur                    | Pos                        |
| 111                        | Carl Fredrik Hagen (NOR)   | 42e                        |
| 112                        | Damien Howson (AUS)        | 26e                        |
| 113                        | Gianluca Brambilla (ITA)   | 46e                        |
| 114                        | Mark Donovan (GBR)         | 20e                        |
| 115                        | Matteo Badilatti (SUI)     | NP-5                       |
| 116                        | Negasi Abreha (ETH)        | AB-5                       |
| 117                        | Corey Davis (USA)          | AB-3                       |

| Euskaltel-Euskadi EUS | Euskaltel-Euskadi EUS   | Euskaltel-Euskadi EUS |
| --------------------- | ----------------------- | --------------------- |
| Num                   | Coureur                 | Pos                   |
| 121                   | Mikel Bizkarra (ESP)    | 12e                   |
| 122                   | Unai Cuadrado (ESP)     | AB-4                  |
| 123                   | Txomin Juaristi (ESP)   | 63e                   |
| 124                   | Ibai Azurmendi (ESP)    | AB-5                  |
| 125                   | Asier Etxeberria (ESP)  | 67e                   |
| 126                   | Enekoitz Azparren (ESP) | 65e                   |
| 127                   | Luis Ángel Maté (ESP)   | 35e                   |

| Equipo Kern Pharma EKP | Equipo Kern Pharma EKP     | Equipo Kern Pharma EKP |
| ---------------------- | -------------------------- | ---------------------- |
| Num                    | Coureur                    | Pos                    |
| 131                    | Pablo Castrillo (ESP)      | AB-5                   |
| 132                    | Eugenio Sánchez (ESP)      | AB-5                   |
| 133                    | Giovanni Carboni (ITA)     | AB-4                   |
| 134                    | Jordi López (ESP)          | 55e                    |
| 135                    | Carlos García Pierna (ESP) | AB-5                   |
| 136                    | José Félix Parra (ESP)     | 48e                    |
| 137                    | Martí Márquez (ESP)        | AB-5                   |

| Caja Rural-Seguros RGA CJR | Caja Rural-Seguros RGA CJR | Caja Rural-Seguros RGA CJR |
| -------------------------- | -------------------------- | -------------------------- |
| Num                        | Coureur                    | Pos                        |
| 141                        | Julen Amézqueta (ESP)      | AB-4                       |
| 142                        | Joseba López (ESP)         | AB-5                       |
| 143                        | Calum Johnston (GBR)       | AB-5                       |
| 144                        | Jhojan García (COL)        | AB-5                       |
| 145                        | Mulu Hailemichael (ETH)    | AB-5                       |
| 146                        | Jokin Murguialday (ESP)    | AB-2                       |
| 147                        | Fernando Barceló (ESP)     | 70e                        |

| Eolo-Kometa EOK | Eolo-Kometa EOK         | Eolo-Kometa EOK |
| --------------- | ----------------------- | --------------- |
| Num             | Coureur                 | Pos             |
| 151             | Lorenzo Fortunato (ITA) | 5e              |
| 152             | Davide Bais (ITA)       | AB-5            |
| 153             | Mattia Bais (ITA)       | AB-5            |
| 154             | Andrea Garosio (ITA)    | 58e             |
| 155             | Samuele Rivi (ITA)      | AB-2            |
| 156             | Álex Martín (ESP)       | AB-5            |
| 157             | Fernando Tercero (ESP)  | 50e             |

| Team Corratec COR | Team Corratec COR       | Team Corratec COR |
| ----------------- | ----------------------- | ----------------- |
| Num               | Coureur                 | Pos               |
| 161               | Samuele Zambelli (ITA)  | AB-5              |
| 162               | Matteo Amella (ITA)     | AB-5              |
| 163               | Davide Baldaccini (ITA) | AB-5              |
| 164               | Etienne van Empel (NED) | AB-1              |
| 165               | Karel Vacek (CZE)       | 54e               |
| 166               | Simone Olivero (ITA)    | AB-3              |

| Autriche AUT | Autriche AUT          | Autriche AUT |
| ------------ | --------------------- | ------------ |
| Num          | Coureur               | Pos          |
| 171          | Lukas Pöstlberger     | AB-5         |
| 172          | Sebastian Schönberger | AB-5         |
| 173          | Moran Vermeulen       | 72e          |
| 174          | Alexander Hajek       | 59e          |
| 175          | Marco Schrettl        | AB-5         |
| 176          | Sebastian Putz        | AB-5         |
| 177          | Philipp Hofbauer      | AB-5         |

| Trinity Racing TRI | Trinity Racing TRI        | Trinity Racing TRI |
| ------------------ | ------------------------- | ------------------ |
| Num                | Coureur                   | Pos                |
| 181                | Finlay Pickering (GBR)    | 25e                |
| 182                | William Smith (GBR)       | AB-5               |
| 183                | Fergus Browning (AUS)     | AB-2               |
| 184                | Liam Johnston (AUS)       | AB-5               |
| 185                | Adrien Boichis (FRA)      | AB-5               |
| 186                | Camilo Andres Gomez (COL) | AB-5               |
| 187                | Hugo Rodriguez (COL)      | 71e                |